# 天津日租界开发委员会
天津日租界开发委员会成立于1936年，是天津日租界当局为开发本租界而建立的咨询和研究性机构。

## 组成
天津日租界开发委员会由原天津日本兵营、日本驻天津总领事馆、天津日本居留民团和天津共益会这四个组织各选出不多于三名的委员组成。但天津日本居留民团和天津日租界共益会选出的委员必须由日本驻天津总领事任命才可以就职。天津日租界开发委员会成立之后曾经在土地、租界外工地的管理和建立农场等方面与天津法租界当局有过纠纷并进行过多次的秘密磋商。此外，天津日租界开发委员会委员的任用曾进行过多次调换。

## 结束
1943年3月30日，日本将天津日租界交给汪精卫政府，但实际仍维持其原有体制，直到1945年第二次世界大战结束，日本投降，中国政府才正式接管天津日租界，天津日租界开发委员会宣告结束。

## 内部链接
- 天津日租界
- 天津日本居留民团
- 天津日租界共益会